# Suore missionarie di Maria Immacolata
Le Suore Missionarie di Maria Immacolata (in inglese Missionary Sisters of Mary Immaculate; sigla M.S.M.I.) sono un istituto religioso femminile di diritto pontificio e di rito siro-malabarese.

## Storia
La congregazione fu fondata da C.J. Varkey: sacerdote del rito siro-malabarese, svolse inizialmente il suo apostolato nella diocesi di Calicut ma dopo l'erezione nel 1954 dell'eparchia di Tellicherry, povera di clero, ottenne di trasferirsi nella nuova diocesi, stabilendosi nella parrocchia di Kulathuvayal.
Resosi conto che i malati e i poveri della regione non godevano delle cure necessarie, maturò l'idea di istituire una nuova congregazione religiosa. L'istituto ebbe inizio nel 1962 e l'erezione canonica da parte di Sebastian Valloppilly, vescovo-eparca di Tellicherry, ebbe luogo l'8 settembre 1962.

## Attività e diffusione
Le suore si dedicano alle opere sociali in favore dei poveri.
Oltre che in India, sono presenti in Italia, Germania e Stati Uniti d'America; la sede generalizia è a Kayanna.
Alla fine del 2015 l'istituto contava 800 religiose in 144 case.